# Festival international du film de création super 8 de Metz
Le Festival international du film de création super 8 de Metz est un festival de cinéma dédié au format super 8 et organisé à Metz (département de la Moselle, région Lorraine). Il a lieu chaque année le dernier week-end du mois de novembre.

## Historique
Le festival est organisé par Claude Kunowitz depuis sa création en 1977. 

## Prix décernés
- Prix Georges Méliès du Film de Création en prises de vues réelles ;
- Prix georges Méliès du film de création en images animées ;
- Prix du film étranger ;
- Prix de l'humour ;
- Prix de l'interprétation ;
- Prix de l'illustration sonore ;
- Prix de la photographie ;
- Prix du meilleur montage ;
- Prix du Public ;

## Palmarès

### 1979
- Composition du Jury :
  - Michel Mitrani, président du Jury[1] ;

### 1989
- 13e Festival international du film de création super 8 de Metz :
  - Dates : les 25 et 26 novembre 1989 et 5 décembre 1989 ;

- Composition du Jury :
  - Marie-Hélène Méliès, arrière-petite-fille de Georges Méliès, monteuse de films et techniciennes en audiovisuel à TF1, présidente du Jury ;
  - Jean Collomb, cinéaste, directeur de la photographie, président du Jury ;
  - Didier Pardonnet, directeur du Centre de l'audiovisuel de l'Université de Metz ;
  - Daniel Flageul, président de Ciné Art ;
  - Christian Legay, photographe ;
  - Pierre Oudot, conseiller en audiovisuel et en réalisation, représentant la Délégation régionale de la Jeunesse et des sports ;
  - Fabrice Hauck, directeur des cinémas Ariel de Metz ;

- Prix décernès :
  - Prix Georges Méliès du film de création en prises de vues réelles ;
  - Prix Georges Méliès du film de création en animation ;
  - Prix Georges Méliès de l'originalité ;
  - Prix de la photographie ;
  - Prix de l'humour ;
  - Prix du film étranger ;
  - Prix du film d'auteur ;
  - Prix du Jury ;
  - Prix de l'interprétation ;
  - Prix de la meilleure illustration sonore ;

- Palmarès :

### 1990
- 14e Festival international du film de création super 8 de Metz :
  - Dates : les 24 et 25 novembre 1990 ;

- Composition du Jury :
  - Alexandra Stewart, comédienne, présidente du Jury ;
  - Marie-Hélène Méliès, arrière-petite-fille de Georges Méliès, monteuse de films et technicienne en audiovisuel à TF1 ;
  - Didier Pardonnet, directeur du Centre de l'audiovisuel de l'Université de Metz, enseignant de Cinéma à la Faculté de Metz ;
  - Daniel Flageul, président de Ciné Art ;
  - Christian Legay, photographe ;
  - Olivier Ulrich, cinéaste ;

- Prix décernès :

- - Prix Georges Méliès du film de création en prises de vues réelles ;
  - Prix Georges Méliès du film de création en animation ;
  - Prix de l'originalité ;
  - Prix de la photographie ;
  - Prix du film étranger ;
  - Prix de l'humour ;
  - Prix de la meilleure illustration sonore ;

- Palmarès :

### 1995
- 19e Festival international du film de création super 8 de Metz :
  - Dates : les 25 et 26 novembre 1995 ;

- Composition du Jury :
  - Catherine Leprince[2], comédienne, présidente du Jury ;
  - Gérard Courant, cinéaste ;
  - Didier Pardonnet, directeur du Centre d'audiovisuel de l'Université de Metz, enseignant de Cinéma à la Faculté de Metz ;
  - Guy Bellinger, coauteur d'encyclopédies sur le Cinéma ;
  - Daniel Flageul, président de Ciné Art ;
  - Jean-Christophe Ance, enseignant d'audiovisuel au Lycée de la Communication de Metz ;

- Prix décernès :
  - Prix Georges Méliès du film de création en prises de vues réelles ;
  - Un Prix Georges Méliès laissé à l'appréciation du Jury ;
  - Prix de la photographie ;
  - Prix du film étranger ;
  - Prix de l'humour ;
  - Prix de l'originalité ;
  - Prix de l'interprétation ;
  - Prix de l'illustration sonore ;

- Palmarès[3] :
  - Prix Georges Méliès du film de création en prises de vues réelles et le prix de la meilleure interprétation féminine à Nadiana de Pierre Laudijois, (Châteauroux, France) ;
  - Prix de l'humour et prix de l'originalité à L'avènement de Clément XVI de Philippe Leclert, (Châteauroux, France) ;
  - Prix du 30e anniversaire du super 8 et le Prix de la photographie à 8 ans et demi de Gérard Seigneur (Livron, France) ;

- Pour saluer le centenaire du Cinéma, Gérard Courant a présenté 15 de ses Cinématons : Noël Godin, Sandrine Bonnaire, Galaxie Barbouth, Jean-Pierre Bouyxou, Dominique Noguez, Zette Kraiser, Juliet Berto, Fernando Arrabal, Cécile Babiole, Gérome, jean-Michel Roux, Jacques Monory, Volker Schlöndorff, Vincent B, Terry Gilliam ;

### 1996
- 20e Festival international du film de création super 8 de Metz :
  - Dates : les 23 et 24 novembre 1996 ;

- Composition du Jury :
  - Jérôme Diamant-Berger, réalisateur, président du Jury ;
  - Guy Bellinger, coauteur d'encyclopédies sur le cinéma ;
  - Jean-Christophe Ance, enseignant d'audiovisuel au Lycée de la communication de Metz ;
  - Luc Labriet, enseignant d'audiovisuel au Lycée de la communication de Metz ;
  - William Maunier, monteur à FR3 Lorraine ;
  - Michel Noirez, vice-président de Ciné Art ;
  - Chloé Ornowski, étudiante en audiovisuel ;

- Prix décernés :
  - Prix Georges Méliès du film de création en prises de vues réelles ;
  - Prix Georges Méliès du film de création en images animées ;
  - Prix du 2Oe anniversaire du Festival international du film de création super 8 de Metz ;
  - Prix de la photographie ;
  - Prix de l'humour ;
  - Prix du meilleur montage ;
  - Prix du Public ;

- Palmarès[1] :
  - Prix du 20e anniversaire : Le rail impromptu de Michel Ionascu, (Massy, France) ;
  - Prix Méliès du film en images animées : Endlos de Dieter Prill, (Glinde, Allemagne) ;
  - Prix de la photographie : Die arbeits pause de Roger Gücker, (Göttingen, Allemagne) ;
  - Prix de la réalisation : Temps fais pas et Allô Mélusine ? de Aloïs Main, (La Garenne-Colombes, France) ;
  - Mention Georges Méliès : Images et sons de S.A.R, (Algérie) ;
  - À noter : le Prix Georges Méliès n'a pas été remis cette année ;

- Projection exceptionnelle d'archives filmées des précédentes éditions du Festival Super 8 de Metz en l'honneur de son 20e anniversaire, y apparaissent les personnalités marquantes qui ont présidé successivement le Jury : Alex Joffe, Michel Mitrani, Mylène Demongeot, Marc Simenon, Bernadette Lafont, Jacques Higelin, Macha Méril, Nicole Courcel, Alexandra Stewart, Catherine Leprince ;

## Lieux de projection
- École des Beaux Arts de Metz ;
- cinéma Caméo-Ariel ;
- salle Braun ;